# Richard Pefferle
Richard Pefferle (Sidney, 5 gennaio 1905 – Los Angeles, 7 marzo 1969) è stato uno scenografo statunitense.
Ha ricevuto sei volte la nomination ai Premi Oscar nella categoria migliore scenografia: nel 1945, nel 1950, nel 1951, nel 1958 e nel 1963 (doppia).

## Filmografia parziale
- Avventura al Cairo (Cairo), regia di W. S. Van Dyke (1942)
- Kismet, regia di William Dieterle (1944)
- Baciami e lo saprai! (Twice Blessed), regia di Harry Beaumont (1945)
- Madame Bovary, regia di Vincente Minnelli (1949)
- Anna prendi il fucile (Annie Get Your Gun), regia di George Sidney (1950)
- La ninfa degli antipodi (Million Dollar Mermaid), regia di Mervyn LeRoy (1952)
- Il prigioniero di Zenda (The Prisoner of Zenda), regia di Richard Thorpe (1952)
- Fatta per amare (Easy to Love), regia di Charles Walters (1953)
- Baciami Kate! (Kiss Me Kate), regia di George Sidney - arredamenti (1953)
- Les Girls, regia di George Cukor (1957)
- 10.000 camere da letto (Ten Thousand Bedrooms), regia di Richard Thorpe (1957)
- Avventura nella fantasia (The Wonderful World of the Brothers Grimm), regia di Henry Levin e George Pal (1962)
- Rodaggio matrimoniale (Period of Adjustment), regia di George Roy Hill (1962)